# Тухташев, Шерзод Азимович
Шерзод Азимович Тухташев (6 февраля 1979 года, Самарканд, Самаркандская область, Узбекская ССР) — узбекский юрист и политический деятель, депутат Законодательной палаты Олий Мажлиса Республики Узбекистан III и IV созыва. Член Демократической партии Узбекистана «Миллий Тикланиш».

## Биография
В 2001 году Шерзод Тухташев окончил Ташкентский государственный юридический институт. В 2015 году избран в Законодательную палату Олий Мажлиса Республики Узбекистан III созыва, а в 2020 году переизбран на ещё один срок и назначен на должность члена Комитета по противодействию коррупции и судебно-правовым вопросам Законодательной палаты Олий Мажлиса Республики Узбекистан.